# Radio Grenouille
Radio Grenouille est une radio associative culturelle diffusant ses programmes dans la région de Marseille.
Fondée en 1981, elle émet 24h/24 en modulation de fréquence, par voie numérique terrestre et en streaming sur Internet. La programmation est composée d'émissions musicales et d'éditoriaux de proximité axés sur les arts, des questions de citoyenneté et plus largement sur la culture. 
Radio Grenouille est constituée d'une équipe de dix permanents et d'environ cent bénévoles. Elle est affiliée à Radio Campus France.

## Histoire
Radio associative culturelle, Radio Grenouille a été créée en 1981 par Richard Martin, directeur du Théâtre Toursky, dans l'enceinte du théâtre. En 1991, la radio s'installe à la Friche Belle de Mai, peu après l'implantation d'un autre média culturel local, le journal Taktik,. 

## Particularités
Avec son partenaire producteur Euphonia, elle mène un projet d’opérateur culturel depuis les années 1990 dans les domaines du son, de la musique, du social, de la jeunesse, de la radio et du web,.
Radio Grenouille partage l’approche participative et le souci d’un travail de proximité des médias locaux, mais est écoutée par un public plus large, plus diversifié, sensible à la notion de citoyenneté et du « vivre ensemble ». Cette pensée est déclinée dans une approche concrète par un « faire ensemble », en s’associant et travaillant avec ceux qui agissent dans la ville et le département sur ces thématiques, comme Richard Martin, directeur du Théâtre Toursky, dans l'enceinte du théâtre. 

## Pour compléter